# Агрометеорологічна станція
Агрометеорологі́чна ста́нція (АГМС) — спеціалізована метеорологічна станція, на якій поряд з спостереженнями над метеорологічними елементами провадяться спеціальні спостереження над вологістю ґрунту, станом с.-г. культур, фазами їхнього росту, а також строками проведення польових робіт. На основі даних, що надходять від агрометеорологічних станцій гідрометеослужби складають агрометеорологічні прогнози.
Перші АГМС в Україні організувались одночасно з відкриттям с.-г. дослідних станцій та полів (Маріупольська — 1893, Іванівська —1900, Носівська — 1913, Драбівська — 1913, Полтавська — 1916, Немерчанська — 1923, Київська — 1923). Агрометеорологічні спостереження здійснюються на метеорологічних станціях, розташованих на відстані близько 50 км одна від одної, що дозволяє досить повно та рівномірно висвітити агрометеорологічні умови території, з достатньою точністю отримати дані про поточні умови погоди та їх вплив на основні сільськогосподарські культури. Станом на 2012 рік в Україні спостереження здійснюється на 140 метеорологічних станціях та агрометеорологічних постах, які розміщені по всіх ґрунтово-кліматичних зонах.
Порівнянність результатів агрометеорологічних спостережень, достатній ступінь точності та однорідності досягається проведенням агрометеорологічних спостережень за єдиною методикою в єдині по всій території країни терміни та використанням однотипних, перевірених, однаково на всіх пунктах встановлених приладів.
Координація та методичне керівництво агрометеорологічними спостереженнями здійснюється Українським гідрометеорологічним центром.